# Sally Gabori
Mirdidingkingathi Juwarnda Sally Gabori, née vers 1924, morte le 11 février 2015, est une artiste australienne aborigène qui a commencé à peindre à 81 ans, avec des créations atypiques par rapport aux œuvres traditionnelles ou contemporaines des peuples aborigènes d'Australie.

## Biographie
Sally Gabori est née vers 1924 à Mirdidingki, sur le côté sud de l'île Bentinck, située elle-même au sud du golfe de Carpentarie, dans l'État australien du Queensland,. Jeune femme, elle mène un mode de vie traditionnel sur l'île Bentinck, une île largement épargnée par l'influence des Européens. Elle se nourrit, notamment de coquillages, grâce au système complexe de pièges à poissons en pierre que son peuple a construit dans les bas-fonds autour de l'île. Elle aide à construire et à entretenir les murs de pierre de ces pièges à poissons, et est une adepte de la fabrication de ficelle et du tissage de dillybags (en) et de coolamon. C’est aussi une chanteuse respectée de chansons Kaiadilt (en), qui racontent les liens étroits que son peuple entretient avec son île d'origine.
Le nom tribal de Gabori est Mirdidingkingathi Juwarnda. Juwarnda signifie « dauphin », son signe totémique, et Mirdidingkingathi signifie « né à Mirdidingki », une petite crique située sur le côté sud de l'île Bentinck,,. Le nom anglais Gabori vient de son mari Pat Gabori, et est une corruption du nom de son lieu de naissance, Kabararrjingathi. 
Une grave sécheresse en 1942-1945 et un cyclone en 1948 rendent l'île de Bentinck inhabitable, et les missionnaires presbytériens déplacent le peuple Kaiadilt sur l'île voisine de Mornington. Les missionnaires commencent à déplacer cette population dans les années 1940, alors que moins de 100 Kaiadilt vivent encore sur l'île. Les enfants Kaiadilt sont séparés de leurs familles et élevés en parlant l'anglais plutôt que la langue de leur peuple. Sally Gabori, son mari et ses enfants quittent leur île de naissance en 1948.
Une réinstallation partielle de la communauté insulaire se fait sur l'île Bentinck en 1986. Mais Sally Gabori et sa famille n'y retournent pas, car son mari a alors une santé trop délicate et l'offre de soins sur place n'est pas adaptée.
En 2005, alors qu'elle a 81 ans, Sally et Pat Gabori vivent dans le foyer pour personnes âgées de Gununa, sur l'île Mornington. Un atelier, le Mornington Island Arts and Crafts Centre est créé sur l’île pour produire et commercialiser de l'artisanat traditionnel, dont les tissages réalisés par Sally Gabori. Celle-ci se voit aussi proposer de créer des  peintures pour la première fois lors d'un atelier en avril 2005. La communauté Kaiadilt n'a aucune tradition iconographique bidimensionnelle. Mais Sally Gabori s'inspire librement de la mémoire et des couleurs de son pays, un pays dont elle parle la langue et dont elle chante les airs, en créant.
Ces œuvres n'ont rien de commun avec l'iconographie traditionnelle australienne aborigène ,. En 2013, ses travaux sont sélectionnés pour deux grandes expositions collectives internationales, l’exposition sur l’Australie à la Royal Academy of Arts à Londres, mais aussi dans le cadre de la 55e Biennale de Venise. Ses œuvres ont été décrites comme s’apparentant à l'expressionnisme abstrait, un mouvement artistique dont elle n’avait pas connaissance, avec souvent de grands aplats de couleur et des recouvrements entre ces couleurs dont elle joue. Par contre, lorsque l'artiste australien indigène Melville Escott a regardé la première peinture de Gabori, il y discerne, pour sa part, « la rivière, le banc de sable, les ondulations que les poissons laissent sur l'eau, le pays de son frère le roi Alfred et les pièges à poissons dont elle s'occupait ». L'enthousiasme de Sally Gabori pour la peinture s'accroît : elle peint cinq jours par semaine, tous les jours où le centre est ouvert, et jusqu'à six toiles, souvent de grande taille, par jour jusqu'en 2012, où elle se sent trop fatiguée pour continuer à produire.
Vers la fin de son parcours d’artiste, Sally Gabori peint avec deux de ses filles. Au cours des huit courtes années de sa carrière de peintre, elle produit plus de 2 000 peintures, et presque toutes les grandes institutions australiennes ont acquis certaines de ses œuvres. Ses œuvres figurent aussi dans les collections permanentes d’institutions culturelles telles que le Musée du quai Branly, à Paris, ou, encore, la Galerie nationale d'Australie, entre autres.
Elle meurt en 2015, le 11 février 2015 plus précisément. En Europe, la première grande rétrospective européenne de son œuvre est présentée en 2022 à la Fondation Cartier pour l'art contemporain à Paris,,,.

## Principales expositions ou rétrospectives
- 2005 : Sally’s Story, Woolloongabba Art Gallery, Brisbane, Queensland, Australie
- 2013 :  Danda ngijinda dulk, danda ngijinda malaa, danda ngad – This is my Land, this is my Sea. This is who I am. Une exposition de peintures de Sally Gabori, 2005–2012, Drill Hall Gallery, Université nationale australienne
- 2013 :  Personal Structures, 55e Biennale de Venise 2013[14], Palazzo Bembo, Venise
- 2016 :  Dulka Warngiid – Land of All, 21 mai 2016 – 28 août 2016,The Queensland Art Gallery and Gallery of Modern Art (QAGOMA) à Brisbane[15] et du 23 septembre 2016 au 29 janvier 2017, au Ian Potter Centre[16]
- 2022 :  Mirdidingkingathi Juwarnda Sally Gabori - de juillet 2022 à novembre 2022 - Fondation Cartier pour l'Art Contemporain, France[1],[2],[12].